# Howard Pawley
Howard Russell Pawley PC OC OM (* 21. November 1934 in Brampton, Ontario; † 30. Dezember 2015) war ein kanadischer Politiker der New Democratic Party of Manitoba (NDP). Von 1969 bis 1988 war er Abgeordneter der Legislativversammlung von Manitoba. Im Kabinett von Edward Schreyer hatte er mehrere Ministerposten inne. Er regierte die Provinz Manitoba vom 30. November 1981 bis zum 9. Mai 1988 als Premierminister. Von 1979 bis zu seinem Rückzug aus der Politik war er Parteivorsitzender der NDP Manitobas.

## Biografie

### Minister und Oppositionsführer
Nach dem Schulbesuch studierte Pawley Rechtswissenschaft an der Law School der University of Manitoba und war anschließend als Rechtsanwalt tätig. Für die Co-operative Commonwealth Federation (Vorgängerin der NDP) kandidierte er bei der Unterhauswahl 1957 im Wahlkreis Lisgar, kam aber mit 443 Stimmen lediglich auf den vierten Platz. Seine Kandidatur bei der Wahl zur Legislativversammlung von Manitoba im Juni 1958 war ebenso erfolglos. Auch bei der Unterhauswahl 1965 kandidierte er; im Wahlkreis Selkirk erreichte er mit 4456 Stimmen den dritten Platz. Schließlich war er am 25. Juni 1969 bei der Wahl zur Legislativversammlung erfolgreich und wurde im Wahlkreis Selkirk gewählt.
Unmittelbar nach der Wahl berief ihn Premierminister Edward Schreyer im Juli 1969 zum Minister für Kommunalangelegenheiten und Minister für den öffentlichen Dienst (das zweite Amt gab er bereits im Dezember desselben Jahres ab). Pawley war jüngster Minister in Schreyers Kabinett und wurde als Kommunalminister bei den Gemeindesekretären so geschätzt, dass diese sich beim Premierminister beschwerten, als dieser Pawley im Rahmen einer Kabinettsumbildung nach der Wahl 1973 mit einem anderen Ressort betrauen wollte. Als Ergebnis dieses Protests blieb er bis 1976 nicht nur Minister für Kommunalangelegenheiten, sondern wurde 1973 zugleich Attorney General sowie Siegelbewahrer (Keeper of the Great Seal).
Pawley, der als Verfechter der Bürgerrechte galt, leitete in diesen Ämtern einige grundlegende Gesetzgebungsverfahren ein. Dazu zählen die Einführung einer Autoversicherung, ein Gesetz zur Bestrafung des Abhörens von Telefongesprächen sowie ein Gesetz, das Verbrauchern das Recht zur Einsicht in ihre Kreditakten gewährte. Von 1976 bis 1977 war er außerdem verantwortlicher Minister für die Einhaltung des Branntweinkontrollgesetzes (Liquor Control Act). Trotz der Niederlage der NDP bei der Wahl im Oktober 1977 wurde er wiederum zum Abgeordneten in die Legislativversammlung gewählt. Am 4. November wählten die Delegierten der NDP-Parteiversammlung Pawley zum Nachfolger Schreyers als Vorsitzender. Damit war er gleichzeitig Oppositionsführer im Provinzparlament.

### Premierminister
Bei der Provinzwahl am 17. November 1981 gewann die NDP die Mehrheit in der Legislativversammlung, so dass Pawley am 30. November 1981 das Amt des Premierministers von Manitoba antreten konnte. Während seiner Amtszeit betonte er die wirtschaftliche Erneuerung und war der Ansicht, dass die Provinzregierung Gelder zur Überwindung der Rezession ausgeben müsse. Dabei folgten Programme wie die Umsetzung eines Hypotheken-Zinssatz-Plans, die Einführung eines Programms zur Stabilisierung der Einkommen von Rindfleischproduzenten sowie die Begrenzung der Erhöhung des Mietzinses auf 9 Prozent bei älteren Gebäuden.
Im März 1986 wurde die NDP-Regierung bei der Provinzwahl nur knapp bestätigt. Pawleys Popularität schwand, hervorgerufen durch steigende Autoversicherungsprämien und Millionenverluste einer Tochtergesellschaft des staatlichen Telefonunternehmens. Im März 1988 verweigerte ein NDP-Hinterbänkler die Zustimmung zum Budget und brachte so die Regierung zu Fall. Pawley trat als Parteivorsitzender zurück und trat nicht mehr zur Wahl am 26. April 1988 an, die mit einer Niederlage der NDP endeten. Am 9. Mai 1988 übergab er das Amt des Premierministers an Gary Filmon; neuer Parteivorsitzender wurde Gary Doer.
Am 21. November desselben Jahres kandidierte Pawley bei der Unterhauswahl 1988. Auch dieses Mal reichte es nicht für den Einzug ins Unterhaus; mit 13.899 Stimmen kam er auf den zweiten Platz. Nach dieser erneuten Niederlage zog er sich endgültig aus der Politik zurück. Im Anschluss nahm er einen Ruf als Professor für Rechtswissenschaft an der University of Windsor an und übte diese Lehrtätigkeit bis zum Eintritt in den Ruhestand aus. Für seine Verdienste erhielt er 2000 den Order of Manitoba und 2001 den Order of Canada.